# جاك ديفيد
جاك ديفيد (بالفرنسية: Jacques David)‏ هو كاهن كاثوليكي فرنسي، ولد في 22 ديسمبر 1930 في Saint-Aubin-la-Plaine ‏ في فرنسا، وتوفي في 19 ديسمبر 2018 في ليزيربيي ‏ في فرنسا.